# Seminario Teológico Fuller
El Seminario Teológico Fuller es una institución educativa cristiana evangélica  interdenominacional que tiene su casa matriz en Pasadena, California y varias sedes en el oeste de Estados Unidos.

## Historia

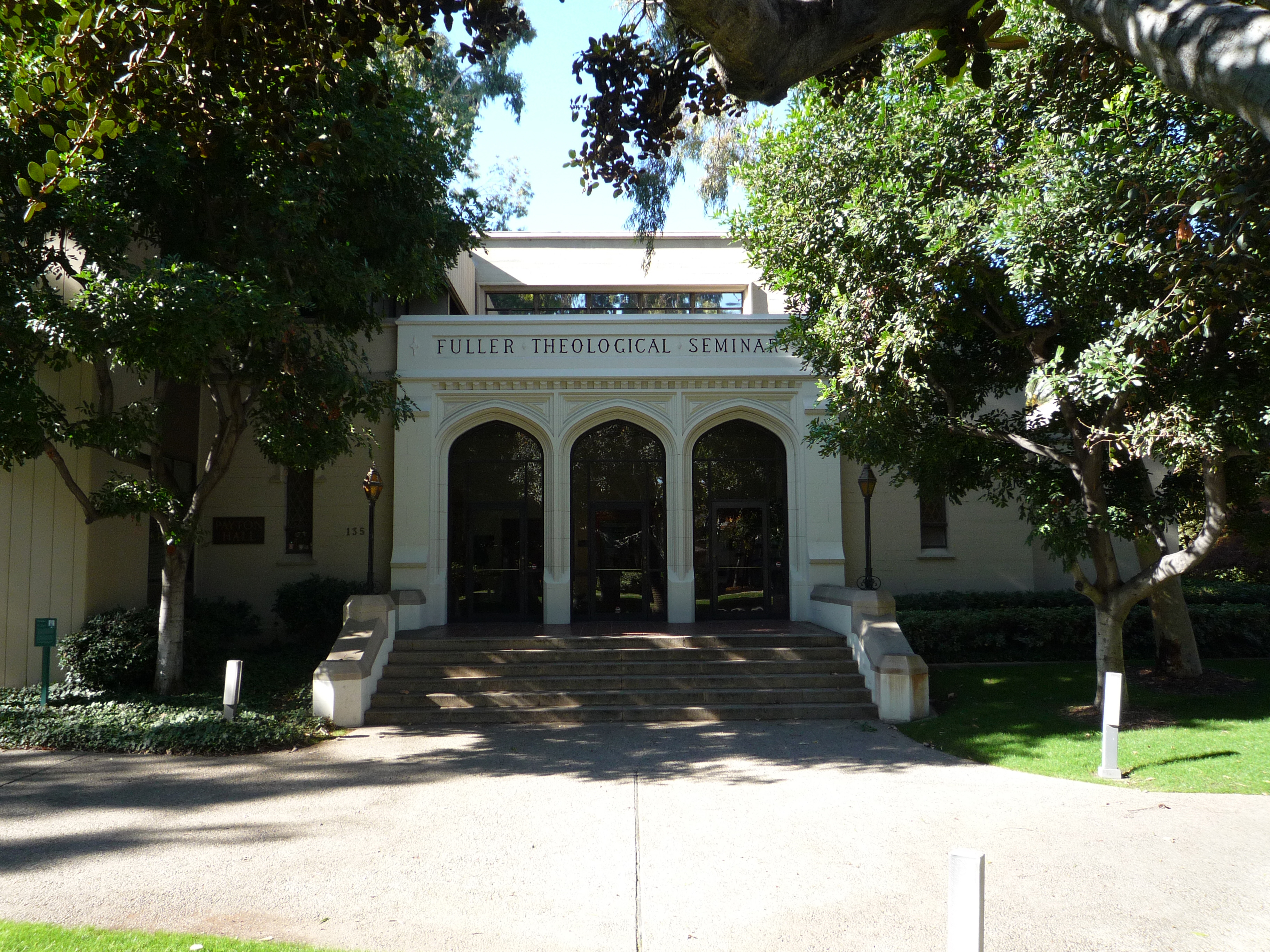
Seminario Teológico Fuller, en 2008.

El Seminario teológico Fuller fue fundado en 1947 por Charles E. Fuller, un evangelista radial conocido por su programa "Old Fashioned Revival Hour" y por Harold Ockenga, pastor de la Iglesia de Park Street en Boston. La motivación de sus fundadores era reformar el fundamentalismo cristiano de la postura divisionista (y a veces anti-intelectual) que lo caracterizó en las décadas de 1920 a 1940. Fuller imaginaba que el seminario se iba a convertir en una especie de "Caltech (Instituto de Technología de California) para el mundo evangélico." A finales de la década de 1940, los teólogos evangélicos del Seminario defendieron la importancia cristiana del activismo social.
La mayoría de los primeros profesores sostenían puntos de vista teológicamente y socialmente conservadores, aunque profesores con otras visiones llegaron en las décadas de 1960 y 1970.
Esto ocasionó tensiones a fines de los cincuenta y comienzos de los sesenta cuando algunos miembros del grupo académico se comenzaron a sentir incómodos con profesores y estudiantes que no estaban de acuerdo con la inerrancia bíblica La escuela ha tenido una influencia considerable en el movimiento neo-evangélico y la teología  moderada.
Dr. Richard J. Mouw ha ejercido como presidente del seminario desde 1993. Un artículo del Los Angeles Times lo catalogó como "uno de los líderes nacionales evangélicos".
En 2019, la escuela ocupó el cuarto lugar entre los seminarios evangélicos en los Estados Unidos por inscripción con 1.257 estudiantes a tiempo completo.
Para el curso 2021-2022 contó con 2.191 alumnos.

## Teología y académicos
El Seminario Fuller está acreditado en la "Association of Theological Schools in the United States and Canada" y la "Western Association of Schools and Colleges". Tiene cerca de 4.000 estudiantes, de más de 70 países y cerca de 100 denominaciones.
Los académicos de Fuller han sido citados como defensores de una perspectiva diferente sobre el debate liberal-conservador: "Necesitamos ser la voz de una tercera alternativa que surge de los valores bíblicos, en lugar de comprar una ideología política de derecha o de izquierda".

## Escuelas y grados académicos
El Seminario Teológico Fuller está organizado en tres escuelas: de Teología, de Psicología y de Estudios Interculturales. El Seminario enfatiza la integración de las tres escuelas y muchos estudiantes toman cursos en más de una escuela.

### Escuela de Teología
La Escuela de Teología es la más antigua de Fuller y combina la teología académica con el entrenamiento práctico ministerial. La mayoría de los egresados de la escuela de teología sirven como pastores, maestros o ministros laicos en iglesias de casi cada denominación a través de Estados Unidos y del mundo.
La Escuela de Teología ofrece, entre otros, los siguientes títulos: Maestría en Divinidad, Maestría en Teología, Maestría en Liderazgo Cristiano, Maestría en Teología y Ministerio, Doctorado en Ministerio y Doctorado en Teología.

### Escuela de Psicología
La Escuela de Psicología abrió en 1965. El programa de psicología está acreditado en la American Psychological Association. La Escuela de Psicología consiste en dos diferentes departamentos: Psicología Clínica y, Matrimonio y Familia. Las investigaciones en la Escuela de Psicología son realizados en el contexto del Instituto de Investigación Travis, denominado en honor de su fundador Dr. Lee Edward Travis.
Se han establecido centros distintivos para investigaciones en el área biopsicosocial; el estudio de estrés, trauma y recuperación; investigación en psicoterapia y religión; e investigación del desarrollo de niños y adolescentes.
La escuela de psicología ofrece los siguientes títulos: Maestría en Estudios de la Familia, Maestría Terapia Matrimonial y Familiar, Doctorado de Psicología en Psicología Clínica y Doctorado en Psicología Clínica.

### Escuela de Estudios Interculturales
La Escuela de Estudios Interculturales fue fundado como la Escuela para la Misión Mundial en 1965. La escuela equipa a los estudiantes para servir en ministerios y organizaciones con un enfoque multicultural. Más de 3.500 egresados sirven en más de 150 países en contextos multiculturales y en áreas de trabajo que incluyen misiones, organizaciones no gubernamentales, fundación de iglesias y ministerio pastoral, educación, y desarrollo internacional.
La Escuela de Estudios Interculturales ofrece, entre otros, los siguientes títulos: Maestría en Estudios Interculturales (en idioma inglés y coreano), Maestría en Liderazgo Global, Maestría en Misiología (en idioma inglés y coreano), Doctorado en Ministerio en Ministerios Globales (en idioma coreano), Doctorado en Misiología y Doctorado en Estudios Interculturales.

### Facultades
En mayo del 2009, Fuller inauguró la biblioteca David Allan Hubbard con una superficie de 90 000 ft² (8361,3 m²) que incorporó el edificio de la ex biblioteca McAlister en su sede principal en Pasadena (California).
Además de su sede principal en Pasadena, el Seminario Teológico Fuller imparte sus carreras en varias sedes regionales ubicadas en el Oeste de Estados Unidos: Fuller Noroeste (Seattle), Fuller California Norte (Área de la Bahía y Sacramento), Fuller California Costa, Fuller Suroeste (Phoenix), Fuller Colorado (Colorado Springs), y Fuller Texas (Houston). Además el Seminario ofrece varios cursos de aprendizaje a distancia por medio de Internet.